# Gabriela DeBues-Stafford
Gabriela DeBues-Stafford, född 13 september 1995, är en friidrottare från Kanada. Hon deltog vid olympiska sommarspelen 2016 och olympiska sommarspelen 2020.